# Abbondanza e Ricchezza
Abbondanza e Ricchezza, seconda unità della classe Monton d'Oro, fu un vascello di terzo rango da 24 cannoni che prestò servizio nella Armada da Mar tra il 1688 e il 1694.

## Storia
La costruzione del vascello di terzo rango da 24 cannoni Abbondanza e Ricchezza fu ordinata dal Senato il 20 dicembre 1679, e la nave fu impostata nel 1681 sotto la direzione del Proto dei Marangoni Antonio Filletto. La nuova nave fu varata presso l'Arsenale il 12 febbraio 1688 e, al costo di 22.000 ducati, entrò subito a far parte dell'Armata Grossa, adibita a servire come magazzino mobile al seguito delle navi.
Seconda unità della classe, partecipò alla guerra di Morea, andando persa per incaglio nel porto di Chio il 9 febbraio 1695. Dopo l'occupazione dell'isola fortemente voluta dall'allora capitano generale da mar Antonio Zeno, nonostante il parere contrario del provveditore ordinario all'armata Carlo Pisani, i turchi compirono ogni sforzo possibile per riconquistarla. Dopo la battaglia combattuta presso gli scogli degli Spalmadori, il comando veneziano decise di abbandonare l'isola, ormai ritenuta indifendibile, lasciando sul posto grandi quantità di artiglieria, munizioni, cavalli e navi. Tra queste vi era il vascello Abbondanza e Ricchezza incagliatosi nel porto dell'isola. Nonostante un malriuscito tentativo effettuato dal Pisani di disincagliare la nave, il vascello dovette essere abbandonato al nemico con il suo prezioso carico, venendo poi catturato dai turchi.
Dopo la sconfitta di Chio il Senato veneziano mise sotto inchiesta tutti i vertici dell'Armata da mar, e sia Antonio Zeno che Carlo Pisani, accusati per la sconfitta degli scogli degli Spalmadori, per non aver difeso tenacemente l'isola di Chio, e per aver abbandonato il vascello Abbondanza e Ricchezza nelle mani del nemico, vennero incarcerati. Lo Zeno si spense in prigione nel 1697, mentre il Pisani fu liberato dopo tre anni di prigionia, nel 1698, e rimesso al suo posto di provveditore.